# 稲門医師会
稲門医師会（とうもんいしかい）は、早稲田大学の同窓会のひとつ。2016年1月31日、医学部を持たない早稲田大学を卒業した、医師・歯科医師・薬剤師・看護師などの医療職の校友（卒業生）によって早稲田大学公認の校友会として発足した。

## 概要
- 2016年（平成28年）1月31日に設立総会が開催された。会員相互の親睦などが設立の目的。早大には、医学部など医療系の学部はないが、早大の学部卒業生や大学院修了者などで、その後、医師などの医療資格を取得した人が会員の条件である。発足当時（2016年1月30日時点）の会員数は136名、内訳は医師94名、歯科医師15名、薬剤師6名、看護師8名、准会員（医学生）13名。初代会長には、羽鳥裕（はとりクリニック院長、日本医師会常任理事）が、副会長には武田淳史（医師、東京医療学院大学教授・学科長）と灰田宗孝（医師、東海大学理事）がそれぞれ就任した。
- 2020年（令和2年）3月時点での会員数は 295名、内訳は医師181名、歯科医師23名、薬剤師15名、看護師19名、その他4名、学生会員42名、サポーター会員11名、賛助会員1社[4]。
- 稲門医師会創立以前にも、井上一男、清宮義幸（理工数学科中退、東京医科歯科大学医学部卒）など早大を中退し医学部に進学した著名なドクターがいた。

### 沿革
- 2016年1月31日 - 稲門医師会発足
- 2018年1月28日 - 稲門医学会を立ち上げ、早稲田大学にて第1回稲門医学会学術集会を開催した。

## 歴代会長
| 代   | 氏名   | 卒業学部                   | 卒業大学           | 任期          | 備考                |
| ---- | ------ | -------------------------- | ------------------ | ------------- | ------------------- |
| 初代 | 羽鳥裕 | 理工学部建築学科（1973年） | 横浜市立大学医学部 | 2016年 - 現任 | 日本医師会常任理 事 |

## 著名な会員

### 著名な会員
- 灰田宗孝 - 東海大学医療技術短期大学学長（1969年理工学部卒[5]）
- 山中竹春 - 横浜市立大学医学部大学院データサイエンス研究科研究科長[6]、日本医療研究開発機構評価委員、医薬品医療機器総合機構専門委員、日本肺癌学会 評議員、厚生労働省，文部科学省，内閣府，日本医療研究開発機構(AMED), 医薬品医療機器総合機構(PMDA)等の専門委員を歴任[7]（1995年政治経済学部卒）
- 武藤真祐 - 医師兼起業家。東京医科歯科大学臨床教授、藤田医科大学客員教授[8]、厚生労働省情報政策参与[9]、日本医療政策機構理事、株式会社インテグリティ・ヘルスケア代表取締役会長（2009年ファイナンス研究科修了[10]）
- 富沢武士 - 2021 Mr SAKE、日本肺癌学会広報大使（2016年ファイナンス研究科修了[11]）
- 竹村洋典 - 東京医科歯科大学大学院医歯学総合研究科全人的医療開発学講座総合診療医学分野教授。三重大学名誉教授
- 大磯義一郎 - 医師・弁護士・浜松医科大学医学部教授、日本医科大学医療管理学客員教授[12]

### 早稲田大学卒業後医師になった著名人
- 大西雄二 - 医師・作家・警察医[13]（文学部卒、秋田大学医学部卒[14]）
- 篠浦丞 - 医師・MBAホルダー、国際医療福祉大学 赤坂心理・医療福祉マネジメント学部教授（政経卒、佐賀医科大学卒[15]）

### 医師免許を有する早稲田大学教員
- 赤間高雄 - 内科医（スポーツ医学、スポーツ免疫学、アンチ・ドーピング）アテネ、北京、ロンドンのオリンピックで日本代表選手団本部ドクター、（公財）日本アンチ・ドーピング機構 副会長、医学博士、早稲田大学スポーツ科学学術院教授
- 西多昌規 - 精神科医、早稲田大学スポーツ科学学術院准教授
- 笠貫宏 - 元東京女子医科大学学長
- 池田康夫 - 元慶應義塾大学医学部内科学教授、医学部長[16]
- 井上貴文 - 早稲田大学理工学術院教授

## 稲門医学会
- 会長：灰田宗孝（東海大学医療技術短期大学学長）
- 副会長：大磯義一郎（浜松医科大学　法学教授）
- 第二回稲門医学会は、平成31年2月2日、3日の2日間で早稲田大学早稲田キャンパスにて開催

## 早稲田大学との連携

### 友会支援講座
- 2017年（平成29年）度より、稲門医師会所属会員による「校友会支援講座」（いわゆる寄附講座）を提供しており、「医療×AI・ビッグデータ・IoT」「医療×ビジネス・経済・経営」「医療×超高齢化社会・キャリアデザイン」「医療×行政・法・倫理」を展開している。
- 2021年度においても同様の科目名で支援講義を展開している。

### 新型コロナウイルス感染症
- 早稲田大学では、本学出身の医療従事者等（稲門医師会）の協力を得て、国が進める職域（大学）での新型コロナウイルスワクチン接種に全面的に協力することを決定した[17]。（2021年6月18日）